# Francis Pérez
Francis Pérez, właśc. Francisco Jesús Pérez Malia (ur. 17 grudnia 1981 w Barbate) – hiszpański piłkarz występujący na pozycji obrońcy. W swojej karierze rozegrał 71 spotkań i zdobył 1 bramkę w Primera División.